# Čistší produkce
Čistší produkce je preventivní strategie aplikovaná obecně v celé výrobní sféře. Hlavním úkolem této strategie je odstraňovat příčiny způsobující znečištění životního prostředí, a to především v důsledku výroby nějakého výrobku nebo realizace nějaké služby.
Společným cílem všech projektů a činností je přispět k šíření a rozvíjení možností dosažení udržitelného rozvoje, jehož součástí je kromě ochrany životního prostředí také ekonomická prosperita a sociální odpovědnost. Propagace metodiky čistší produkce je podporován i Ministerstvem životního prostředí ČR, podle usnesení České republiky č. 165/2000.
Aplikace metodiky čistší produkce může být také definována jako snaha o eticky nezávadné zefektivnění výrobního procesu, při minimalizaci ztrát a odpadů.